# Friedrich Jolly

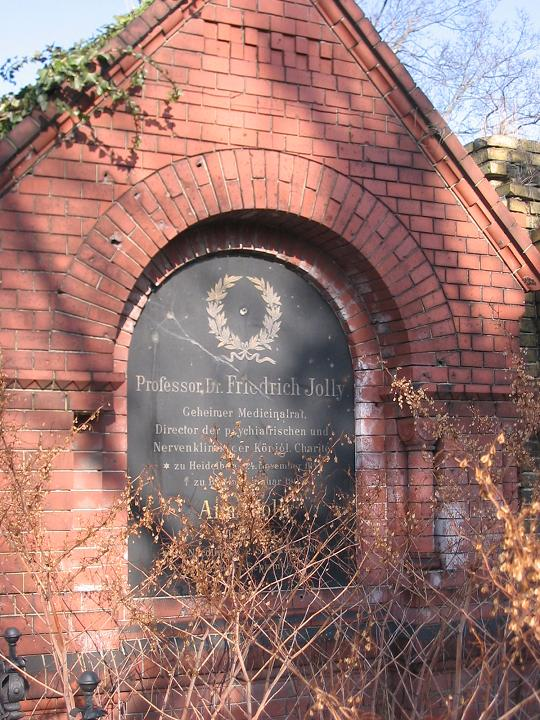
Grób Friedricha Jolly'ego na cmentarzu w Kreuzbergu

Friedrich Jolly (ur. 24 listopada 1844 w Heidelbergu, zm. 4 stycznia 1904 w Berlinie) – niemiecki lekarz psychiatra i neurolog.

## Życiorys
Był synem fizyka Philippa von Jolly′ego (1809–1884) i Luise Wüstenfeld (1821–1874). Studiował medycynę na Uniwersytecie Jerzego Augusta w Getyndze u Georga Meissnera. W 1867 r. otrzymał dyplom lekarza na Uniwersytecie Ludwika i Maksymiliana w Monachium. W 1868 r. został asystentem Bernharda von Guddena i Huberta von Grasheya w zakładzie dla umysłowo chorych w Werneck, a w 1870 asystentem Franza von Rineckera w Juliusspital w Würzburgu .
W 1873 r. został ordynatorem kliniki psychiatrycznej w Strasburgu, gdzie zastąpił Richarda von Kraffta-Ebinga. W 1890 został następcą Carla Westphala na stanowisku ordynatora kliniki neuropsychiatrycznej w berlińskim szpitalu Charité.
Z małżeństwa z Anną z domu Böhm miał syna Rudolfa (1875–1922) i trzy córki.
Zmarł w 1904 r. w Berlinie, pochowany jest na cmentarzu w Kreuzbergu. Wspomnienia o nim napisali Ernst Siemerling i Richard Henneberg.

## Dorobek naukowy
Jolly jest pamiętany za pionierskie badania nad miastenią, na której określenie wprowadził termin myasthenia gravis pseudoparalytica. Napisał też cenioną monografię poświęconą hipochondrii, opublikowaną w podręczniku Ziemssena.

## Wybrane prace
- Untersuchungen über den Gehirndruck und über die Blutbewegung im Schädel. Würzburg, 1871
- Ueber multiple Hirnsklerose[3] (1872)
- Bericht über die Irrenabteilung des Julius-Spitals, 1873
- Beiträge zur Theorie der Hallucination[4] (1874)
- Ueber familiale Irrenpflege in Schottland[5] (1875)
- Hysterie und Hypochondrie. W: Handbuch der speciellen Pathologie und Therapie. Leipzig, 1877.
- Hypochondrie. [w:] Handbuch der speciellen Pathologie und Therapie. Leipzig, 1877, 1878, ss. 203-308
- Vorgeschichte und gegenwärtige Einrichtung der Psychiatrischen Klinik in Strassburg. Rede zur Feier der Eröffnung des Neubaus der Klinik. Strassburg, K.J.Tübner, 1887
- Untersuchungen über den elektrischen Leitungswiderstand des menschlichen Körpers. Strassburg, K.J.Tübner, 1887
- Über Irrthum und Irrsinn. Rede, gehalten zur Feier des Stiftungstages der militärärztlichen Bildungsanstalten. Berlin, A. Hirschwald, 1893.